# Grabowiec (Szemud)
Grabowiec (deutsch Grabowitz) ist ein Dorf in der polnischen Woiwodschaft Pommern. Es ist dem Verwaltungsbezirk Landgemeinde Szemud (Schönwalde) im Powiat Wejherowski (Neustädter Kreis) angegliedert.

## Geographische Lage
Das Dorf liegt im ehemaligen Westpreußen, etwa 13 Kilometer südsüdöstlich der Stadt Neustadt in Westpreußen, zwölf Kilometer südöstlich de Dorfs Luzino (Lusin) und 2 ½ Kilometer nordöstlich des Dorfs Szemud (Schönwalde).

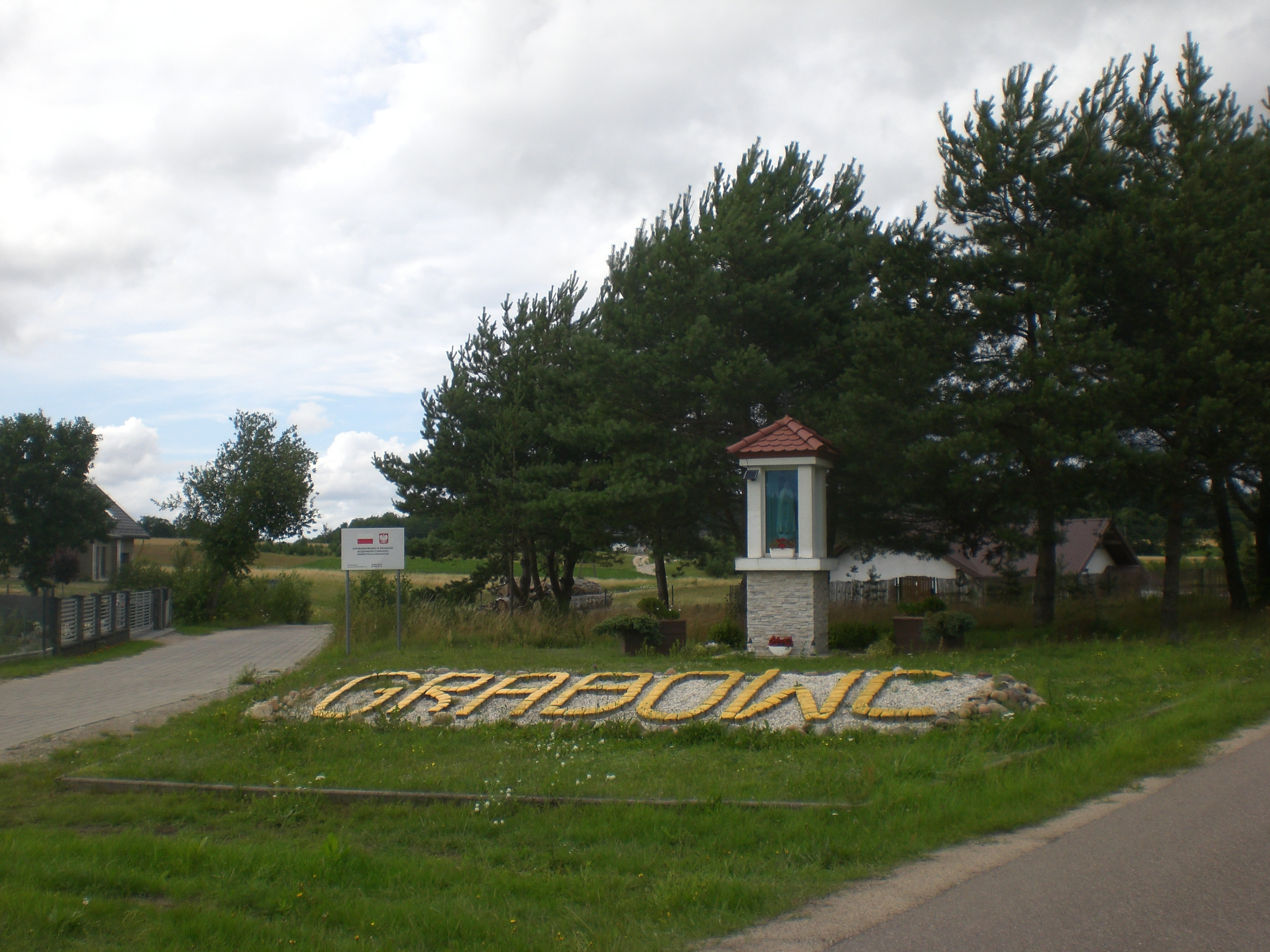
Ortseingang (2023)

## Geschichte
Das kleine Dorf wird erst 1678 urkundlich erwähnt, als die Region in Pommerellen noch zu Königlich Preußen gehörte. Um 1780, nachdem die Region 1772 zum Königreich Preußen gekommen war, gehörte das Dorf zum königlichen Domänenamt Putzig und hatte nur fünf Feuerstellen (Haushaltungen), was auch noch 1818 der Fall war. Im Rahmen der Bauernbefreiung gingen in Grabowicz im ersten Viertel des 19. Jahrhunderts fünf Bauernstellen als uneingeschränktes Eigentum an diejenigen Landwirte über, von denen sie zuvor im Auftrag des Domänenamtes bewirtschaftet worden waren.
Bis 1919 gehörte das Dorf Grabowitz zum Kreis Neustadt in Westpreußen im Regierungsbezirk Danzig in der Provinz Westpreußen im Deutschen Reich. Als nach dem Ersten Weltkrieg der Versailler Vertrag die Verlegung des Polnischen Korridors durch das Reichsgebiet vorsah, wurde das deutsche Dorf der neugegründeten Zweiten Polnische Republik einverleibt. Nach dem Überfall auf Polen wurde das entnommene Territorium des Polnischen Korridors 1939 wieder in das Reichsgebiet eingegliedert.
Gegen Ende des Zweiten Weltkriegs besetzte im Frühjahr 1945 die Rote Armee das Kreisgebiet. Bald darauf wurde es von der Sowjetunion zusammen mit Westpreußen und ganz Hinterpommern der
Volksrepublik Polen zur Verwaltung überlassen. In der Folgezeit wurden die deutschen Einwohner, einschließlich der Alteinwohner, die hier Grundbesitz hatten, von der polnischen Administration enteignet und vertrieben.

### Demographie
| Jahr | Einwohner | Anmerkungen                                                             |
| ---- | --------- | ----------------------------------------------------------------------- |
| 1818 | 033       | königliches Dorf; sämtlich Katholiken                                   |
| 1852 | 090       | Dorf                                                                    |
| 1864 | 109       | am 3. Dezember, Erhebungsbezirk                                         |
| 1867 | 100       | am 3. Dezember, Gutsbezirk                                              |
| 1871 | 110       | am 1. Dezember, Gutsbezirk, davon sechs Evangelische und 104 Katholiken |
| 1910 | 125       | am 1. Dezember, Landgemeinde                                            |